# Coaldale (Colorado)
Coaldale es un lugar designado por el censo (en inglés, census-designated place, CDP) situado en el condado de Fremont, Colorado, Estados Unidos. Según el censo de 2020, tiene una población de 343 habitantes.

## Geografía
La localidad está ubicada en las coordenadas 38°21′21″N 105°48′47″O / 38.35583, -105.81306 (38.355737, -105.813085). Según la Oficina del Censo, tiene una superficie de 80.41 km², correspondientes en su totalidad a tierra firme.

## Demografía
Según el censo de 2020, hay 343 personas residiendo en la localidad. La densidad de población es de 4,3 hab./km². El 90.09% de los habitantes son blancos, el 0.29% es afroamericano, el 1.46% son amerindios, el 0.58% son asiáticos, el 2.04% son de otras razas y el 5.54% son de una mezcla de razas. Del total de la población, el 5.54% son hispanos o latinos de cualquier raza.